# Saphobius arrowi
Saphobius arrowi là một loài bọ cánh cứng trong họ Bọ hung (Scarabaeidae).